# Хегар, Иоганнес
Иоганнес Хегар (нем. Johannes Hegar; 30 июня 1874, Цюрих — 25 апреля 1929, Мюнхен) — швейцарско-немецкий виолончелист и музыкальный педагог. Сын Фридриха Хегара, крёстный сын Иоганнеса Брамса.
С девяти лет начал играть на фортепиано, через год перешёл на виолончель. Учился в Цюрихской консерватории у своего дяди Юлиуса Хегара (1847—1917), а также у Роберта Фройнда (фортепиано) и Лотара Кемптера (теория). В 1893—1897 гг. продолжил образование в Лейпцигской консерватории под руководством Хуго Беккера.
В 1899—1912 гг. профессор франкфуртской Консерватории Хоха. Затем работал в Вене и наконец в Мюнхене. Особенно известен как ансамблевый музыкант, виолончелист известного Франкфуртского трио (в котором сменил своего учителя Беккера) и Мюнхенского трио (с Вальтером Лампе и Феликсом Бербером), струнных квартетов под руководством Бербера и Адольфа Ребнера. Выступал и как солист; отец Хегара посвятил сыну свой виолончельный концерт (1919).
Умер от инсульта.